# Pere Fernández
Pere Fernández, també conegut com a Pseudo-Bramantino, (Múrcia, segle XVI) fou un pintor renaixentista. Fins a finals del segle xx, autors italians creien que Pseudo-Bramantino podia ser un pintor d'origen ibèric anomenat Pietro, Pietro Ispano, Pietro Frangione o també Pietro Sardo.
És considerat un pintor de tendència italianitzant, actiu a Roma, al nord d'Itàlia i a Nàpols. És un artista que figura entre els principals introductors del llenguatge renaixentista a Catalunya. Està documentat a Girona entre 1519 i 1521 com a autor del retaule de Santa Helena de la Catedral de Girona, juntament amb Antoni Norri. El 1519 va ser requerit amb Gabriel Pou per pintar el retaule de l'església de Sant Cebrià de Flaçà, avui perdut.

## Obres destacades
- Sant Blai (cap a 1517)
- Retaule de Santa Helena